# Waldemar Starosta (polityk)
Waldemar Henryk Starosta (ur. 14 lipca 1961 w Lipie) – polski polityk, nauczyciel akademicki, technolog żywności, przedsiębiorca, poseł na Sejm V kadencji.

## Życiorys

### Wykształcenie i praca zawodowa
W 1985 ukończył studia na Wydziale Technologii Żywności Akademii Rolniczej w Poznaniu. Następnie, do 1986 pracował jako pracownik naukowo-dydaktyczny na tej uczelni. Od 1986 do 1996 był zastępcą dyrektora, a następnie dyrektorem Zakładów Mięsnych GS „Samopomoc Chłopska”. Następnie przez rok kierował przedsiębiorstwem ZPM Sława. Od 1998 do 2005 prowadził własną działalność gospodarczą we Wschowie. Równocześnie od 1999 do 2005 pełnił funkcję dyrektora, a następnie prezesa spółdzielni produkcyjnej. W 2008 został dyrektorem prywatnej firmy.
Należy do Klubu Honorowych Członków Bractwa Leśnego oraz Naczelnej Organizacji Technicznej. Zasiada w Radzie Gospodarki Żywnościowej przy Ministrze Rolnictwa i Rozwoju Wsi. Objął funkcję wiceprzewodniczącego powiatowej delegacji do Lubuskiej Izby Rolniczej.

### Działalność polityczna
W wyborach samorządowych w 1998 bezskutecznie ubiegał się o mandat radnego Sławy z listy własnego komitetu. Od 1999 przewodniczył kołu Sojuszu Lewicy Demokratycznej w tym mieście. W wyborach samorządowych w 2002 bez powodzenia kandydował z listy tej partii do sejmiku lubuskiego. W czerwcu 2005 przeszedł do Samoobrony RP (w latach 2006–2007 pełnił funkcję przewodniczącego rady wojewódzkiej).
W wyborach parlamentarnych w tym samym roku z listy tej partii uzyskał mandat poselski na Sejm V kadencji z okręgu zielonogórskiego liczbą 8391 głosów. W latach 2005–2006 był wiceprzewodniczącym Komisji Administracji i Spraw Wewnętrznych, a następnie przez rok przewodniczył Komisji Ochrony Środowiska, Zasobów Naturalnych i Leśnictwa. Pełnił również funkcję przewodniczącego dwóch podkomisji nadzwyczajnych. Zasiadał także w Komisji do Spraw Unii Europejskiej.
W przedterminowych wyborach parlamentarnych w 2007 bez powodzenia ubiegał się o reelekcję (dostał 2180 głosów). Tuż po nich ogłosił, że odchodzi z Samoobrony RP. Później związany z Polskim Stronnictwem Ludowym. W wyborach parlamentarnych w 2011 bezskutecznie kandydował z listy PSL do Sejmu (otrzymał 279 głosów). W 2014 z ramienia tej partii uzyskał mandat radnego powiatu wschowskiego. Utrzymywał go także w 2018 i 2024.
W listopadzie 2018 objął funkcję wicestarosty tego powiatu. W wyborach w 2019 ponownie był kandydatem PSL do Sejmu. W maju 2024 został natomiast wybrany na urząd starosty powiatu wschowskiego.

## Odznaczenia
W 2005, za zasługi dla rozwoju gospodarki żywnościowej, został odznaczony przez prezydenta Aleksandra Kwaśniewskiego Srebrnym Krzyżem Zasługi. Został także uhonorowany m.in. Brązowym Medalem „Za zasługi dla obronności kraju”, Odznaką Honorową „Za Zasługi dla Ochrony Środowiska i Gospodarki Wodnej oraz Odznaką Honorową „Zasłużony dla Rolnictwa”.

## Życie prywatne
Jest żonaty. Ma troje dzieci.